# Salaspils novads
Salaspils novads is een gemeente in Vidzeme in het midden van Letland. Hoofdplaats is de stad Salaspils
De gemeente ontstond in 2009 na een herindeling uit de voormalige landelijke gemeente Salaspils.
Nationale steden (valstspilsētas):

Daugavpils  · Jelgava · Jūrmala · Liepāja · Rēzekne · Riga · Ventspils

Gemeenten (novadi):

Ādažu novads
· Aizkraukles novads
· Alūksnes novads
· Augšdaugavas novads
· Balvu novads
· Bauskas novads
· Cēsu novads
· Dienvidkurzemes novads
· Dobeles novads
· Gulbenes novads
· Jelgavas novads
· Jēkabpils novads
· Krāslavas novads
· Kuldīgas novads
· Ķekavas novads
· Limbažu novads
· Līvānu novads
· Ludzas novads
· Madonas novads
· Mārupes novads
· Ogres novads 
· Olaines novads
· Preiļu novads
· Rēzeknes novads 
· Ropažu novads
· Salaspils novads
· Saldus novads
· Saulkrastu novads
· Siguldas novads
· Smiltenes novads
· Talsu novads
· Tukuma novads
· Valkas novads
· Valmieras novads
· Varakļānu novads
· Ventspils novads 